# 고려불화 목록
이 목록은 고려(918년 ~ 1392년)에서 제작된 불화인 고려불화의 목록이다. 약 160점의 족자가 알려져 있다.
| 그림                                                                                           | 날짜                    | 위치             | 기관 | 비고 | 이미지 | 크기                                                           | 좌표                                                                  | 참고                             |
| ---------------------------------------------------------------------------------------------- | ----------------------- | ---------------- | --- | --- | ------ | -------------------------------------------------------------- | --------------------------------------------------------------------- | -------------------------------- |
| 관경서분변상도 絹本著色王宮曼荼羅図                                                            | 1312                    | 도요카와시       | 다이온지 (大恩寺) | 우측 하단 비문으로 1312년 제작 확인; 일본 중요문화재 |        | 133.3 센티미터 (4 ft 4.5 in) by 51.4 센티미터 (1 ft 8.2 in)    | 북위 34° 49′ 14″ 동경 137° 18′ 38″ / 북위 34.820556° 동경 137.310556° |                                  |
| 관경서분변상도 王宮曼荼羅図                                                                    | 고려 후기               | 쓰루가시         | 사이후쿠지 (쓰루가시) (西福寺)                                                                                       | |        | 150.5 센티미터 (4 ft 11.3 in) by 113.2 센티미터 (3 ft 8.6 in)  | 북위 35° 39′ 25″ 동경 136° 01′ 56″ / 북위 35.656956° 동경 136.032114° | [ 5 ]                            |
| 관경십육관변상도 観経十六観変相図                                                              | 1323                    | 교토시           | 지온인 | |        | 224.2 센티미터 (7 ft 4.3 in) by 139.1 센티미터 (4 ft 6.8 in)   | 북위 35° 00′ 22″ 동경 135° 47′ 02″ / 북위 35.006167° 동경 135.783849° | [ 3 ]                            |
| 관경서분변상도 観経変相図                                                                      | 14세기                  | 쓰루가시         | 사이후쿠지 (쓰루가시) (西福寺)                                                                                       | |        | 202.8 센티미터 (6 ft 7.8 in) by 129.8 센티미터 (4 ft 3.1 in)   | 북위 35° 39′ 25″ 동경 136° 01′ 56″ / 북위 35.656956° 동경 136.032114° | [ 4 ]                            |
| 미륵하생경변상도 弥勒下生経変相図                                                              | 1350                    | 고야정           | Shinnō-in (親王院)                                                                                                   | |        | 178.0 센티미터 (5 ft 10.1 in) by 90.3 센티미터 (2 ft 11.6 in)  | 북위 34° 12′ 50″ 동경 135° 34′ 53″ / 북위 34.213781° 동경 135.581366° | [ 6 ]                            |
| 미륵하생경변상도 弥勒下生経変相図                                                              | 고려 후기               | 교토시           | 지온인 | |        | 171.8 센티미터 (5 ft 7.6 in) by 92.1 센티미터 (3 ft 0.3 in)    | 북위 35° 00′ 22″ 동경 135° 47′ 02″ / 북위 35.006167° 동경 135.783849° | [ 3 ]                            |
| 원각경변상도                                                                                   | 14세기                  | 보스턴           | 보스턴 미술관 | |        | 165.5 센티미터 (5 ft 5.2 in) by 85.5 센티미터 (2 ft 9.7 in)    | 북위 42° 20′ 21″ 서경 71° 05′ 39″ / 북위 42.339167° 서경 71.094167°   |                                  |
| 견본채색 관경십육관변상도 絹本著色観経十六観変相図 kenpon chakushoku kangyō jūroku kanhensō zu | 고려 후기               | 다카하기시       | Ōtakaji (大高寺) | 현 지정 문화재 |        | 183.0 센티미터 (6 ft 0 in) by 121.0 센티미터 (3 ft 11.6 in)    | 북위 36° 42′ 55″ 동경 140° 42′ 33″ / 북위 36.715271° 동경 140.709200° | 보관됨 2021-07-27 - 웨이백 머신  |
| 관경서분변상도 絹本著色弥勒下生経変相図                                                        | 1294                    | 교토시           | 묘만지 (妙満寺) | 일본 중요문화재; 画文翰待詔李晟, 至元三十一年甲午 명문 |        | 227 센티미터 (7 ft 5 in) by 129 센티미터 (4 ft 3 in)           | 북위 35° 04′ 03″ 동경 135° 46′ 28″ / 북위 35.067484° 동경 135.774450° |                                  |
| 석가설법도 釈迦説法図                                                                          | 고려 후기               | 고야정           | Shinnō-in (親王院)                                                                                                   | |        | 178.0 센티미터 (5 ft 10.1 in) by 90.3 센티미터 (2 ft 11.6 in)  | 북위 34° 12′ 50″ 동경 135° 34′ 53″ / 북위 34.213781° 동경 135.581366° | [ 5 ]                            |
| 비로자나불변상도                                                                               | 고려 후기               | 히로시마시       | 후도인 (不動院) | 일만오천불상으로도 알려져 있음 |        | 162.0 센티미터 (5 ft 3.8 in) by 88.2 센티미터 (2 ft 10.7 in)   | 북위 34° 25′ 37″ 동경 132° 28′ 16″ / 북위 34.426877° 동경 132.471213° | [ 3 ]                            |
| 비로자나불변상도 毘盧遮那仏変相図                                                              | 고려 후기               | 효고현           | 개인 소장 | |        | 196.0 센티미터 (6 ft 5.2 in) by 133.5 센티미터 (4 ft 4.6 in)   |                                                                       | 보관됨 2018-05-13 - 웨이백 머신  |
| 비로자나불 삼존불상도                                                                          | 고려 후기               | 쾰른             | 쾰른 동아시아 미술관                                                                                                 | |        | 123.0 센티미터 (4 ft 0.4 in) by 82.0 센티미터 (2 ft 8.3 in)    | 북위 50° 56′ 06″ 동경 6° 55′ 32″ / 북위 50.935120° 동경 6.925592°     | [ 3 ]                            |
| 약사여래 설법도                                                                                |                         | 교토시           | 지샤쿠인 (智積院) | |        |                                                                | 북위 34° 59′ 17″ 동경 135° 46′ 35″ / 북위 34.988069° 동경 135.776381° | [ 6 ]                            |
| 견본채색 오불존상 絹本著色五仏尊像                                                             | 고려 후기               | 다카사고시       | 주린지 (다카사고시) (十輪寺)                                                                                         | 일본 중요문화재; 16세기 작품으로도 추정됨 |        |                                                                | 북위 34° 44′ 50″ 동경 134° 47′ 59″ / 북위 34.747306° 동경 134.799722° |                                  |
| 치성광여래왕림도                                                                               | 14세기 후반             | 보스턴           | 보스턴 미술관 | |        | 124.4 센티미터 (4 ft 1.0 in) by 54.8 센티미터 (1 ft 9.6 in)    | 북위 42° 20′ 21″ 서경 71° 05′ 39″ / 북위 42.339167° 서경 71.094167°   |                                  |
| 아미타여래도                                                                                   | 1286                    | 교토시           | 개인 소장; 옛 시마즈 가문 소장 (島津家旧蔵)                                                                          | |        | 203.5 센티미터 (6 ft 8.1 in) by 105.1 센티미터 (3 ft 5.4 in)   |                                                                       | [ 4 ]                            |
| 아미타여래도 阿弥陀如来像                                                                      | 고려 후기               | 간온지시         | Hagiwara-ji (萩原寺)                                                                                                 | |        | 110.8 센티미터 (3 ft 7.6 in) by 50.4 센티미터 (1 ft 7.8 in)    | 북위 34° 04′ 16″ 동경 133° 41′ 18″ / 북위 34.071098° 동경 133.688362° | 보관됨 2015-09-24 - 웨이백 머신  |
| 아미타여래도 阿弥陀如来図                                                                      | 고려 후기               | 교토시           | Shōbō-ji (正法寺) | 일본 중요문화재 |        | 190.0 센티미터 (6 ft 2.8 in) by 87.2 센티미터 (2 ft 10.3 in)   |                                                                       | [ 3 ]                            |
| 아미타여래도                                                                                   | 14세기                  | 교토시           | Tōkai-an (東海庵) | |        | 116.4 센티미터 (3 ft 9.8 in) by 54.5 센티미터 (1 ft 9.5 in)    | 북위 35° 01′ 22″ 동경 135° 43′ 14″ / 북위 35.022748° 동경 135.720613° | [ 4 ]                            |
| 견본채색 아미타여래도 絹本著色阿弥陀如来像                                                     | 1306                    | 도쿄도           | 네즈 미술관 | 일본 중요문화재 |        | 162.5 센티미터 (5 ft 4.0 in) by 91.7 센티미터 (3 ft 0.1 in)    | 북위 35° 39′ 44″ 동경 139° 43′ 02″ / 북위 35.662213° 동경 139.717094° |                                  |
| 견본채색 아미타여래도 {絹本著色釈迦如来像                                                      | 고려 후기               | 교토시           | 교쿠린인 (玉林院) | 일본 중요문화재 |        | 163.0 센티미터 (5 ft 4.2 in) by 87.0 센티미터 (2 ft 10.3 in)   | 북위 35° 02′ 33″ 동경 135° 44′ 35″ / 북위 35.042418° 동경 135.743176° | [ 3 ]                            |
| 아미타여래도] 阿弥陀如来像                                                                     |                         | 히가시오미시     | Ishiba-ji (石馬寺)                                                                                                   | |        | 98.0 센티미터 (3 ft 2.6 in) by 55.5 센티미터 (1 ft 9.9 in)     | 북위 35° 09′ 41″ 동경 136° 09′ 52″ / 북위 35.161459° 동경 136.164465° | [ 5 ]                            |
| 약사여래 如来像                                                                                | 고려 후기               | 나고야시         | 반쇼지 | |        | 151.0 센티미터 (4 ft 11.4 in) by 86.2 센티미터 (2 ft 9.9 in)   | 북위 35° 09′ 33″ 동경 136° 54′ 17″ / 북위 35.159167° 동경 136.904722° | [ 5 ]                            |
| 견본채색 아미타여래도 絹本著色釈迦如来像                                                       | 14세기                  | 교토시           | 젠린지 | 일본 중요문화재 |        | 177.9 센티미터 (5 ft 10.0 in) by 106.9 센티미터 (3 ft 6.1 in)  | 북위 35° 00′ 52″ 동경 135° 47′ 43″ / 북위 35.014525° 동경 135.795292° | [ 4 ]                            |
| 아미타여래도                                                                                   | 고려 후기               | 파리             | 기메 박물관 | |        | 104.0 센티미터 (3 ft 4.9 in) by 46.0 센티미터 (1 ft 6.1 in)    | 북위 48° 51′ 54″ 동경 2° 17′ 37″ / 북위 48.865106° 동경 2.293632°     | [ 3 ]                            |
| 아미타여래도                                                                                   | 14세기                  | 로마             | 국립 동양 미술관 | |        | 105.6 센티미터 (3 ft 5.6 in) by 47.0 센티미터 (1 ft 6.5 in)    | 북위 41° 53′ 40″ 동경 12° 30′ 01″ / 북위 41.894523° 동경 12.500403°   | 보관됨 2021-12-09 - 웨이백 머신  |
| 견본채색 아미타여래도 좌상 絹本著色阿弥陀如来坐像                                              | 고려 후기               | 야이타시         | Kagamiyama-dera (鏡山寺)                                                                                             | 현 지정 문화재; 오야마시의 Kōbō-ji (興法寺)에 고려 불화 두 점 더 있음 |        | 149.3 센티미터 (4 ft 10.8 in) by 94.0 센티미터 (3 ft 1.0 in)   | 북위 36° 50′ 14″ 동경 139° 55′ 17″ / 북위 36.837197° 동경 139.921457° | 보관됨 2018-06-25 - 웨이백 머신  |
| 아미타여래도                                                                                   | 고려 후기               | 용인시           | 우학문화재단 | 보물 제1238호 |        | 105.6 센티미터 (3 ft 5.6 in) by 52.3 센티미터 (1 ft 8.6 in)    |                                                                       | [ 3 ]                            |
| 견본채색 아미타삼존상 (아미타여래도) 絹本著色阿弥陀三尊像                                      | 1309                    | 요네자와시       | 우에스기 신사 (上杉神社)                                                                                             | 세 폭 중 중앙에 위치한 작품으로 함께 일본 중요문화재로 지정됨 |        | 148 센티미터 (4 ft 10 in) by 77 센티미터 (2 ft 6 in)           | 북위 37° 54′ 33″ 동경 140° 06′ 15″ / 북위 37.909237° 동경 140.104072° |                                  |
| 견본채색 아미타삼존상 (관음도) 絹本著色阿弥陀三尊像                                            | 1309                    | 요네자와시       | 우에스기 신사 (上杉神社)                                                                                             | 세 폭 중 오른쪽에 위치한 작품으로 함께 일본 중요문화재로 지정됨 |        | 148 센티미터 (4 ft 10 in) by 77 센티미터 (2 ft 6 in)           | 북위 37° 54′ 33″ 동경 140° 06′ 15″ / 북위 37.909237° 동경 140.104072° |                                  |
| 견본채색 아미타삼존상 (대세지보살) 絹本著色阿弥陀三尊像                                        | 1309                    | 요네자와시       | 우에스기 신사 (上杉神社)                                                                                             | 세 폭 중 왼쪽에 위치한 작품으로 함께 일본 중요문화재로 지정됨 |        | 148 센티미터 (4 ft 10 in) by 77 센티미터 (2 ft 6 in)           | 북위 37° 54′ 33″ 동경 140° 06′ 15″ / 북위 37.909237° 동경 140.104072° |                                  |
| 아미타여래도 삼존불 및 아난다와 마하카샤파 絹本著色釈迦三尊及阿難迦葉像                        | 1330                    | 오고세정         | Hōon-ji (法恩寺) | 일본 중요문화재 |        | 119.4 센티미터 (3 ft 11.0 in) by 64.2 센티미터 (2 ft 1.3 in)   | 북위 35° 57′ 44″ 동경 139° 17′ 50″ / 북위 35.962133° 동경 139.297135° |                                  |
| 아미타여래도 삼존불 阿弥陀三尊図                                                               | 고려 후기               | 도쿄도           | 네즈 미술관 | |        | 111.2 센티미터 (3 ft 7.8 in) by 50.9 센티미터 (1 ft 8.0 in)    | 북위 35° 39′ 44″ 동경 139° 43′ 02″ / 북위 35.662213° 동경 139.717094° | [ 3 ]                            |
| 아미타여래도 삼존불 阿弥陀三尊図                                                               | 고려 후기               | 도쿄도           | 네즈 미술관 | |        | 129.0 센티미터 (4 ft 2.8 in) by 62.0 센티미터 (2 ft 0.4 in)    | 북위 35° 39′ 44″ 동경 139° 43′ 02″ / 북위 35.662213° 동경 139.717094° | [ 5 ]                            |
| 아미타여래도 삼존불 阿弥陀三尊図                                                               | 고려 후기               | 도쿄도           | 네즈 미술관 | |        | 139.0 센티미터 (4 ft 6.7 in) by 87.9 센티미터 (2 ft 10.6 in)   | 북위 35° 39′ 44″ 동경 139° 43′ 02″ / 북위 35.662213° 동경 139.717094° | [ 5 ]                            |
| 아미타여래도 삼존불 阿弥陀三尊図                                                               | 고려 후기               | 가코가와시       | 가쿠린지 | 일본 중요문화재 |        | 130.0 센티미터 (4 ft 3.2 in) by 73.3 센티미터 (2 ft 4.9 in)    | 북위 34° 45′ 08″ 동경 134° 49′ 57″ / 북위 34.752244° 동경 134.832587° |                                  |
| 아미타여래도 삼존불                                                                            | 13세기 경               | 뉴욕             | 메트로폴리탄 미술관                                                                                                  | |        | 114.9 센티미터 (3 ft 9.2 in) by 59.1 센티미터 (1 ft 11.3 in)   | 북위 40° 46′ 45″ 서경 73° 57′ 47″ / 북위 40.779152° 서경 73.962933°   |                                  |
| 아미타여래도 삼존불 阿弥陀三尊図                                                               | 고려 후기               | 교토시           | 지온인 | |        | 170.3 센티미터 (5 ft 7.0 in) by 92.2 센티미터 (3 ft 0.3 in)    | 북위 35° 00′ 22″ 동경 135° 47′ 02″ / 북위 35.006167° 동경 135.783849° | [ 12 ]                           |
| 아미타여래도 삼존불 阿弥陀三尊図                                                               | 고려 후기               | 교토시           | 지온인 | |        | 160.6 센티미터 (5 ft 3.2 in) by 80.6 센티미터 (2 ft 7.7 in)    | 북위 35° 00′ 22″ 동경 135° 47′ 02″ / 북위 35.006167° 동경 135.783849° | [ 5 ]                            |
| 아미타여래도 삼존불 阿弥陀三尊図                                                               | 고려 후기               | 교토시           | 지온인 | |        | 160.6 센티미터 (5 ft 3.2 in) by 80.6 센티미터 (2 ft 7.7 in)    | 북위 35° 00′ 22″ 동경 135° 47′ 02″ / 북위 35.006167° 동경 135.783849° | [ 5 ]                            |
| 아미타여래도 삼존불 阿弥陀三尊図                                                               | 고려 후기               | 교토시           | 지온인 | |        | 160.6 센티미터 (5 ft 3.2 in) by 80.6 센티미터 (2 ft 7.7 in)    | 북위 35° 00′ 22″ 동경 135° 47′ 02″ / 북위 35.006167° 동경 135.783849° | [ 5 ]                            |
| 아미타여래도 삼존불 阿弥陀三尊図                                                               | 고려 후기               | 사카이시         | 호도지 (사카이시) (法道寺)                                                                                           | 시 지정 문화재 |        | 166.4 센티미터 (5 ft 5.5 in) by 88.8 센티미터 (2 ft 11.0 in)   | 북위 34° 27′ 50″ 동경 135° 31′ 04″ / 북위 34.463931° 동경 135.517731° |                                  |
| 아미타여래도 삼존불 阿弥陀三尊図                                                               | 13/14세기               | 도쿄도           | 도쿄 국립박물관 | |        | 122.9 센티미터 (4 ft 0.4 in) by 56.6 센티미터 (1 ft 10.3 in)   | 북위 35° 43′ 08″ 동경 139° 46′ 35″ / 북위 35.718826° 동경 139.776467° |                                  |
| 아미타삼존도                                                                                   | 14세기                  | 서울특별시       | 리움미술관 | 국보 제218호 |        | 110.7 센티미터 (3 ft 7.6 in) by 51.0 센티미터 (1 ft 8.1 in)    | 북위 37° 32′ 17″ 동경 126° 59′ 55″ / 북위 37.538112° 동경 126.998584° |                                  |
| 견본채색 아미타여래도 삼존불 絹本著色阿弥陀三尊像                                              | 14세기                  | 아타미시         | MOA 미술관 | 일본 중요문화재 |        | 100.9 센티미터 (3 ft 3.7 in) by 54.2 센티미터 (1 ft 9.3 in)    | 북위 35° 06′ 32″ 동경 139° 04′ 30″ / 북위 35.108991° 동경 139.075091° | [ 4 ]                            |
| 아미타여래도 삼존불 阿弥陀三尊図                                                               | 고려 후기               | 고베시           | 하쿠쓰루 미술관 | |        | 133.3 센티미터 (4 ft 4.5 in) by 58.9 센티미터 (1 ft 11.2 in)   | 북위 34° 43′ 52″ 동경 135° 15′ 29″ / 북위 34.731024° 동경 135.258136° | [ 5 ]                            |
| 아미타여래도 삼존불                                                                            | 14세기                  | 뉴욕             | 브루클린 미술관 | |        | 130.2 센티미터 (4 ft 3.3 in) by 81.9 센티미터 (2 ft 8.2 in)    | 북위 40° 40′ 17″ 서경 73° 57′ 50″ / 북위 40.671306° 서경 73.96375°    |                                  |
| 견본채색 아미타여래도 삼존불 絹本著色阿弥陀三尊像                                              | 고려 후기               | 마이즈루시       | 마쓰노오데라 (마이즈루시) (松尾寺)                                                                                   | 현 지정 문화재 |        | 109.5 센티미터 (3 ft 7.1 in) by 55.7 센티미터 (1 ft 9.9 in)    | 북위 35° 29′ 50″ 동경 135° 28′ 10″ / 북위 35.497225° 동경 135.469408° |                                  |
| 아미타여래도 삼존불 阿弥陀三尊図                                                               | 고려 후기               | 교토시           | 센오쿠 하쿠코칸 | |        | 130.0 센티미터 (4 ft 3.2 in) by 83.0 센티미터 (2 ft 8.7 in)    | 북위 35° 01′ 03″ 동경 135° 47′ 34″ / 북위 35.0176° 동경 135.7929°     | [ 12 ]                           |
| 견본채색 아미타여래도 삼존불 絹本著色阿弥陀三尊像 kenpon chakushoku Amida sanzon zō            | 고려 후기               | 교토시           | 지온지 (知恩寺) | |        | 103.0 센티미터 (3 ft 4.6 in) by 86.0 센티미터 (2 ft 9.9 in)    | 북위 35° 01′ 49″ 동경 135° 46′ 51″ / 북위 35.030304° 동경 135.780877° | 보관됨 2018-06-25 - 웨이백 머신  |
| 아미타여래도 삼존불 阿弥陀三尊図                                                               | 고려 후기               | 교토시           | 개인 소장 | |        | 99.2 센티미터 (3 ft 3.1 in) by 51.7 센티미터 (1 ft 8.4 in)     |                                                                       | [ 12 ]                           |
| 아미타여래도 삼존불 阿弥陀三尊図                                                               | 고려 후기               | 이즈모시         | 이치바타지 (一畑寺)                                                                                                  | |        |                                                                |                                                                       | [ 12 ]                           |
| 견본채색 아미타여래도 삼존불 絹本著色阿弥陀三尊像                                              | 고려 후기               | 쓰시             | Senju-ji (専修寺) | 일본 중요문화재 |        | 168.5 센티미터 (5 ft 6.3 in) by 92.4 센티미터 (3 ft 0.4 in)    | 북위 34° 45′ 43″ 동경 136° 30′ 13″ / 북위 34.762028° 동경 136.503582° | 보관됨 2015-09-23 - 웨이백 머신  |
| 견본채색 아미타여래도 삼존불 絹本著色阿弥陀三尊像                                              | 고려 후기               | 도쿄도           | 오쿠라 슈코칸 | |        | 113.0 센티미터 (3 ft 8.5 in) by 61.0 센티미터 (2 ft 0 in)      | 북위 35° 40′ 01″ 동경 139° 44′ 36″ / 북위 35.666944° 동경 139.743333° | [ 12 ]                           |
| 석가모니와 두 협시 보살                                                                        | 14세기                  | 클리블랜드       | 클리블랜드 미술관 | |        | 217.8 센티미터 (7 ft 1.7 in) by 112.7 센티미터 (3 ft 8.4 in)   | 북위 41° 30′ 32″ 서경 81° 36′ 41″ / 북위 41.508891° 서경 81.611348°   |                                  |
| 견본 감지금니 아미타여래도 삼존불 絹本紺地金泥阿弥陀三尊像                                     | 1359                    | 고후시           | Hontai-ji (尊躰寺)                                                                                                   | 시 지정 문화재 |        | 164.9 센티미터 (5 ft 4.9 in) by 85.6 센티미터 (2 ft 9.7 in)    | 북위 35° 39′ 35″ 동경 138° 34′ 48″ / 북위 35.659711° 동경 138.580041° | 보관됨 2016-03-03 - 웨이백 머신  |
| 아미타여래도과 팔대보살                                                                        | 고려 후기               | 서울특별시       | 국립중앙박물관 | |        | 21.0 센티미터 (8.3 in) by 13.0 센티미터 (5.1 in)               | 북위 37° 31′ 24″ 동경 126° 58′ 47″ / 북위 37.52334° 동경 126.9797°    | [ 12 ]                           |
| 견본채색 석가모니 팔대보살상 絹本著色釈迦八大菩薩像                                            | 1320                    | 야마토코리야마시 | 마쓰오데라 (松尾寺)                                                                                                  | 일본 중요문화재 |        | 177.3 센티미터 (5 ft 9.8 in) by 91.2 센티미터 (2 ft 11.9 in)   | 북위 34° 38′ 03″ 동경 135° 43′ 41″ / 북위 34.634064° 동경 135.728107° |                                  |
| 견본채색 아미타여래도 팔대보살상 絹本着色阿弥陀八大菩薩像                                      | 고려 후기               | 사가시           | Kōfuku-ji (広福寺), 정식명칭 Kōfukugokokuzen-ji (廣福護国禅寺)의 소유로, 다케오시에 위치하며 사가현립박물관에 소장됨 | 현 지정 문화재 |        | 155.4 센티미터 (5 ft 1.2 in) by 87.2 센티미터 (2 ft 10.3 in)   | 북위 33° 14′ 42″ 동경 130° 18′ 02″ / 북위 33.244978° 동경 130.300598° |                                  |
| 아미타여래도 팔대보살상 阿弥陀八大菩薩像                                                       | 14세기                  | 도쿄도           | 도쿄예술대학교 미술관 (東京藝術大学大学美術館)                                                                       | |        | 180.3 센티미터 (5 ft 11.0 in) by 92.5 센티미터 (3 ft 0.4 in)   | 북위 35° 43′ 09″ 동경 139° 46′ 17″ / 북위 35.719218° 동경 139.771494° | 보관됨 2013-10-29 - 웨이백 머신  |
| 아미타여래도 팔대보살상 阿弥陀八大菩薩像                                                       | 고려 후기               | 아시카가시       | 반나지 (鑁阿寺) | 무로마치 시대의 현 지정 문화재인 석가모니 팔대보살상으로도 알려져 있음 |        | 153.0 센티미터 (5 ft 0.2 in) by 84.3 센티미터 (2 ft 9.2 in)    | 북위 36° 20′ 15″ 동경 139° 27′ 08″ / 북위 36.337461° 동경 139.452295° | [ 5 ]                            |
| 아미타여래도 팔대보살상 阿弥陀八大菩薩像                                                       | 고려 후기               | 나라시           | 야마토 분카칸 | |        | 110.2 센티미터 (3 ft 7.4 in) by 57.7 센티미터 (1 ft 10.7 in)   | 북위 34° 41′ 43″ 동경 135° 45′ 24″ / 북위 34.695278° 동경 135.756667° | [ 12 ]                           |
| 아미타여래도 팔대보살상 阿弥陀八大菩薩像                                                       | 14세기 후반             | 샌프란시스코     | 아시아 예술 박물관                                                                                                   | |        | 151.1 센티미터 (4 ft 11.5 in) by 88.7 센티미터 (2 ft 10.9 in)  | 북위 37° 46′ 49″ 서경 122° 24′ 59″ / 북위 37.780213° 서경 122.416416° | 보관됨 2016-03-04 - 웨이백 머신  |
| 아미타여래도 팔대보살상                                                                        | 14세기                  | 워싱턴 D.C.      | 프리어 미술관 | |        | 160.3 센티미터 (5 ft 3.1 in) by 86.0 센티미터 (2 ft 9.9 in)    | 북위 38° 53′ 17″ 서경 77° 01′ 39″ / 북위 38.888135° 서경 77.02739°    | 보관됨 2015-09-30 - 웨이백 머신  |
| 아미타여래도 팔대보살상 阿弥陀八大菩薩像                                                       | 14세기                  | 나고야시         | 도쿠가와 미술관 | |        | 143.0 센티미터 (4 ft 8.3 in) by 87.0 센티미터 (2 ft 10.3 in)   | 북위 35° 11′ 02″ 동경 136° 56′ 00″ / 북위 35.183814° 동경 136.933261° |                                  |
| 아미타여래도 팔대보살상 阿弥陀八大菩薩像                                                       | 고려 후기               | 교토시           | Jōkyō-ji (浄教寺) | |        | 173.1 센티미터 (5 ft 8.1 in) by 91.1 센티미터 (2 ft 11.9 in)   | 북위 35° 00′ 10″ 동경 135° 46′ 02″ / 북위 35.002863° 동경 135.767219° | [ 3 ]                            |
| 아미타여래도 팔대보살상 阿弥陀八大菩薩像                                                       | 고려 후기               | 고베시           | 개인 소장 옛 가와사키 가문 소장                                                                                      | |        | 107.3 센티미터 (3 ft 6.2 in) by 58.5 센티미터 (1 ft 11.0 in)   |                                                                       | [ 12 ]                           |
| 아미타여래도 팔대보살상 阿弥陀八大菩薩像                                                       | 고려 후기               | 도쿄도           | 네즈 미술관 | |        | 222.5 센티미터 (7 ft 3.6 in) by 166.8 센티미터 (5 ft 5.7 in)   | 북위 35° 39′ 44″ 동경 139° 43′ 02″ / 북위 35.662213° 동경 139.717094° | [ 5 ]                            |
| 견본 자금 은니 아미타여래도 팔대보살상 紫絹金銀泥絵 阿弥陀八大菩薩像                           | 고려 말기               | 쓰루가시         | Zenmyō-ji (善妙寺)                                                                                                   | 현 지정 문화재 |        | 155.0 센티미터 (5 ft 1.0 in) by 146.0 센티미터 (4 ft 9.5 in)   | 북위 35° 39′ 13″ 동경 136° 04′ 19″ / 북위 35.653583° 동경 136.071843° |                                  |
| 아미타여래도 팔대보살상 阿弥陀八菩薩像                                                         | 14세기 중/후반          | 니시오시         | Keigan-ji (桂岩寺) 소유; 이와세 문고 (西尾시 이와세 문고) 소장                                                       | 시 지정 문화재 |        | 139.4 센티미터 (4 ft 6.9 in) by 85.0 센티미터 (2 ft 9.5 in)    | 북위 34° 52′ 28″ 동경 137° 03′ 14″ / 북위 34.874388° 동경 137.053853° | 보관됨 2021-01-13 - 웨이백 머신  |
| 견본채색 아미타여래도 팔대보살상 絹本着色阿弥陀八大菩薩像                                      |                         | 오쓰시           | 시가인 (滋賀院) | |        |                                                                | 북위 35° 04′ 11″ 동경 135° 52′ 03″ / 북위 35.069594° 동경 135.867583° |                                  |
| 견본채색 수월관음도 絹本著色楊柳観音像                                                         |                         | 가라쓰시         | 가라쓰 거울 신사 (가라쓰 거울 신사)                                                                                  | 일본 중요문화재 |        | 419.5 센티미터 (13 ft 9.2 in) by 254.2 센티미터 (8 ft 4.1 in)  | 북위 33° 25′ 56″ 동경 130° 00′ 29″ / 북위 33.432122° 동경 130.008130° | [ 5 ]                            |
| 견본채색 수월관음도 絹本著色楊柳観音像〈徐九方筆／至治三年六月の年記がある〉                   | 1323                    | 교토시           | 센오쿠 하쿠코칸 | 일본 중요문화재 |        | 164.8 센티미터 (5 ft 4.9 in) by 101.7 센티미터 (3 ft 4.0 in)   | 북위 35° 01′ 03″ 동경 135° 47′ 34″ / 북위 35.0176° 동경 135.7929°     |                                  |
| 수월관음도 楊柳観音像                                                                          |                         | 도쿄도           | 센소지 | |        | 144.0 센티미터 (4 ft 8.7 in) by 62.6 센티미터 (2 ft 0.6 in)    | 북위 35° 42′ 52″ 동경 139° 47′ 49″ / 북위 35.714427° 동경 139.796863° | [ 5 ]                            |
| 수월관음도 楊柳観音像                                                                          | 고려 후기               | 나라시           | 야마토 분카칸 | |        | 100.4 센티미터 (3 ft 3.5 in) by 49.6 센티미터 (1 ft 7.5 in)    | 북위 34° 41′ 43″ 동경 135° 45′ 24″ / 북위 34.695278° 동경 135.756667° | [ 12 ]                           |
| 견본채색 수월관음도 絹本著色楊柳観音像                                                         |                         | 교토시           | 다이토쿠지 | 일본 중요문화재 |        | 227.9 센티미터 (7 ft 5.7 in) by 135.8 센티미터 (4 ft 5.5 in)   | 북위 35° 02′ 38″ 동경 135° 44′ 46″ / 북위 35.043753° 동경 135.746040° |                                  |
| 견본채색 수월관음도 絹本著色楊柳観音像                                                         |                         | 교토시           | 다이토쿠지 | 일본 중요문화재 |        | 154.3 센티미터 (5 ft 0.7 in) by 84.7 센티미터 (2 ft 9.3 in)    | 북위 35° 02′ 38″ 동경 135° 44′ 46″ / 북위 35.043753° 동경 135.746040° |                                  |
| 견본채색 수월관음도 絹本著色楊柳観音像                                                         |                         | 교토시           | 다이토쿠지 | 일본 중요문화재 |        | 129.6 센티미터 (4 ft 3.0 in) by 63.8 센티미터 (2 ft 1.1 in)    | 북위 35° 02′ 38″ 동경 135° 44′ 46″ / 북위 35.043753° 동경 135.746040° |                                  |
| 수월관음도 楊柳観音像                                                                          |                         | 교토시           | 후지이사이세이유린칸 미술관 (후지이사이세이유린칸 미술관)                                                            | |        | 105.5 센티미터 (3 ft 5.5 in) by 54.3 센티미터 (1 ft 9.4 in)    | 북위 35° 00′ 42″ 동경 135° 46′ 53″ / 북위 35.011694° 동경 135.781263° | [ 5 ]                            |
| 수월관음도 楊柳観音像                                                                          |                         | 아타미시         | MOA 미술관 | |        | 99.0 센티미터 (3 ft 3.0 in) by 46.2 센티미터 (1 ft 6.2 in)     | 북위 35° 06′ 32″ 동경 139° 04′ 30″ / 북위 35.108991° 동경 139.075091° | [ 12 ]                           |
| 수월관음도 楊柳観音像                                                                          | 고려 후기               | 사쿠라이시       | 단잔 신사 | |        | 110.0 센티미터 (3 ft 7.3 in) by 57.7 센티미터 (1 ft 10.7 in)   | 북위 34° 27′ 57″ 동경 135° 51′ 42″ / 북위 34.465833° 동경 135.861667° | [ 3 ]                            |
| 견본채색 수월관음도 絹本著色楊柳観音像                                                         |                         | 미요시시         | Chōraku-ji (長楽寺)                                                                                                  | 일본 중요문화재 |        | 119.0 센티미터 (3 ft 10.9 in) by 63.5 센티미터 (2 ft 1.0 in)   | 북위 34° 01′ 48″ 동경 133° 51′ 44″ / 북위 34.029891° 동경 133.862336° | [ 5 ]                            |
| 견본채색 수월관음도 絹本著色楊柳観音像                                                         |                         | 오쓰시           | 쇼주라이고지 (聖衆来迎寺)                                                                                            | 일본 중요문화재 |        | 145.5 센티미터 (4 ft 9.3 in) by 82.7 센티미터 (2 ft 8.6 in)    | 북위 35° 04′ 21″ 동경 135° 53′ 09″ / 북위 35.072427° 동경 135.885816° |                                  |
| 수월관음도 楊柳観音像                                                                          |                         | 고야정           | Hōju-in (宝寿院) | |        | 166.4 센티미터 (5 ft 5.5 in) by 88.8 센티미터 (2 ft 11.0 in)   | 북위 34° 12′ 53″ 동경 135° 34′ 40″ / 북위 34.214588° 동경 135.577641° | [ 5 ]                            |
| 수월관음도 楊柳観音像                                                                          |                         | 다이시정         | 에이후쿠지 (叡福寺)                                                                                                  | |        | 99.9 센티미터 (3 ft 3.3 in) by 50.7 센티미터 (1 ft 8.0 in)     | 북위 34° 31′ 07″ 동경 135° 38′ 23″ / 북위 34.518625° 동경 135.639761° | [ 5 ]                            |
| 견본채색 수월관음도 絹本著色楊柳観音像                                                         | 14세기 후반             | 니시오시         | Yōju-ji (養寿寺) 소유; 이와세 문고 (니시오시 이와세 문고) 소장                                                       | 현 지정 문화재 |        | 101.0 센티미터 (3 ft 3.8 in) by 56.0 센티미터 (1 ft 10.0 in)   | 북위 34° 52′ 28″ 동경 137° 03′ 14″ / 북위 34.874388° 동경 137.053853° |                                  |
| 견본채색 수월관음도 絹本著色白衣観音像                                                         | 고려 후기               | 고베시           | 다이산지 (고베시) | 일본 중요문화재 |        | 109.2 센티미터 (3 ft 7.0 in) by 56.7 센티미터 (1 ft 10.3 in)   | 북위 34° 41′ 47″ 동경 135° 04′ 01″ / 북위 34.6965° 동경 135.067°      | [ 3 ]                            |
| 수월관음도 水月観音菩薩図                                                                      | 14세기                  | 서울특별시       | 리움미술관 | 보물 제926호 |        | 119.2 센티미터 (3 ft 10.9 in) by 59.8 센티미터 (1 ft 11.5 in)  | 북위 37° 32′ 17″ 동경 126° 59′ 55″ / 북위 37.538112° 동경 126.998584° |                                  |
| 수월관음도 楊柳観音像                                                                          |                         | 히토요시시       | Ganjō-ji (願成寺) | |        | 106.6 센티미터 (3 ft 6.0 in) by 48.6 센티미터 (1 ft 7.1 in)    | 북위 32° 13′ 05″ 동경 130° 46′ 21″ / 북위 32.218066° 동경 130.772538° | [ 5 ]                            |
| 수월관음도 楊柳観音像                                                                          | 고려 후기               | 나라시           | 나라 국립박물관 | |        | 163.0 센티미터 (5 ft 4.2 in) by 84.7 센티미터 (2 ft 9.3 in)    | 북위 34° 41′ 01″ 동경 135° 50′ 12″ / 북위 34.683564° 동경 135.836678° |                                  |
| 수월관음도 楊柳観音像                                                                          | 고려 후기               | 케임브리지       | 하버드 미술관 | |        | 158.3 센티미터 (5 ft 2.3 in) by 82.1 센티미터 (2 ft 8.3 in)    | 북위 42° 22′ 27″ 서경 71° 06′ 51″ / 북위 42.374073° 서경 71.114159°   | [ 12 ]                           |
| 수월관음도 楊柳観音像                                                                          | 14세기 전반             | 뉴욕             | 메트로폴리탄 미술관                                                                                                  | 화엄경에 선재동자와의 만남 (우측 하단)이 기술되어 있음 |        | 114.5 센티미터 (3 ft 9.1 in) by 55.6 센티미터 (1 ft 9.9 in)    | 북위 40° 46′ 45″ 서경 73° 57′ 47″ / 북위 40.779152° 서경 73.962933°   |                                  |
| 수월관음도 楊柳観音像                                                                          | 고려 후기               | (효고현)         | 개인 소장 | |        | 163.9 센티미터 (5 ft 4.5 in) by 61.0 센티미터 (2 ft 0 in)      |                                                                       | [ 12 ]                           |
| 수월관음도 楊柳観音像                                                                          | 고려 후기               | (후쿠오카현)     | | |        | 108.5 센티미터 (3 ft 6.7 in) by 57.1 센티미터 (1 ft 10.5 in)   |                                                                       | [ 12 ]                           |
| 수월관음도 楊柳観音像                                                                          | 14세기                  | 쾰른             | 쾰른 동아시아 미술관                                                                                                 | |        | 98.0 센티미터 (3 ft 2.6 in) by 55.0 센티미터 (1 ft 9.7 in)     | 북위 50° 56′ 06″ 동경 6° 55′ 32″ / 북위 50.935120° 동경 6.925592°     |                                  |
| 수월관음도 楊柳観音像                                                                          | 고려 후기               | (오카야마현)     | 개인 소장 | |        | 143.8 센티미터 (4 ft 8.6 in) by 77.2 센티미터 (2 ft 6.4 in)    |                                                                       | [ 12 ]                           |
| 수월관음도 楊柳観音像                                                                          | 고려 후기               | (오카야마현)     | Chōraku-ji (長楽寺)                                                                                                  | |        | 152.3 센티미터 (5 ft 0 in) by 86.5 센티미터 (2 ft 10.1 in)     |                                                                       | [ 12 ]                           |
| 견본채색 수월관음도 絹本著色楊柳観音像                                                         |                         | 돗토리시         | 지즈정 부조지 (부조지) 소유; 돗토리 현립박물관에 보관됨                                                              | 일본 중요문화재 |        | 106.0 센티미터 (3 ft 5.7 in) by 54.6 센티미터 (1 ft 9.5 in)    | 북위 35° 30′ 30″ 동경 134° 14′ 10″ / 북위 35.508265° 동경 134.236128° |                                  |
| 수월관음도 楊柳観音像                                                                          |                         | 사쿠라이시       | 하세데라 | |        | 99.0 센티미터 (3 ft 3.0 in) by 52.5 센티미터 (1 ft 8.7 in)     | 북위 34° 32′ 09″ 동경 135° 54′ 25″ / 북위 34.535860° 동경 135.906844° | [ 5 ]                            |
| 수월관음도 楊柳観音像                                                                          | 고려 후기               | 파리             | 기메 박물관 | |        | 105.0 센티미터 (3 ft 5.3 in) by 58.0 센티미터 (1 ft 10.8 in)   | 북위 48° 51′ 54″ 동경 2° 17′ 37″ / 북위 48.865106° 동경 2.293632°     | [ 3 ]                            |
| 수월관음도 楊柳観音像                                                                          | 14세기 중반             | 워싱턴 D.C.      | 프리어 미술관 | |        | 98.3 센티미터 (3 ft 2.7 in) by 47.7 센티미터 (1 ft 6.8 in)     | 북위 38° 53′ 17″ 서경 77° 01′ 39″ / 북위 38.888135° 서경 77.02739°    | [ 깨진 링크 ( 과거 내용 찾기 ) ] |
| 수월관음도 水月観音像                                                                          | 고려 후기               | 도쿄도           | 세이카도 문고 미술관                                                                                                 | |        |                                                                | 북위 35° 37′ 21″ 동경 139° 37′ 09″ / 북위 35.622402° 동경 139.619290° |                                  |
| 수월관음도 楊柳観音像                                                                          |                         | 가마쿠라시       | 켄초지 | |        | 141.5 센티미터 (4 ft 7.7 in) by 77.2 센티미터 (2 ft 6.4 in)    | 북위 35° 19′ 54″ 동경 139° 33′ 18″ / 북위 35.331705° 동경 139.555072° | [ 5 ]                            |
| 수월관음도 楊柳観音像                                                                          |                         | 고야정           | Daitoku-in (大徳院)                                                                                                  | |        | 143.8 센티미터 (4 ft 8.6 in) by 77.2 센티미터 (2 ft 6.4 in)    |                                                                       | [ 5 ]                            |
| 수월관음도 楊柳観音像                                                                          |                         |                  | | |        | 99.0 센티미터 (3 ft 3.0 in) by 49.0 센티미터 (1 ft 7.3 in)     |                                                                       | [ 5 ]                            |
| 수월관음도 絹本着色楊柳観音坐像                                                                | 14세기 중반             | 시모노세키시     | 고잔지 (시모노세키시) 소유; 시모노세키시 조후 박물관 (시모노세키시 조후 박물관) 소장                                 | 현 지정 문화재 |        | 146.9 센티미터 (4 ft 9.8 in) by 85.8 센티미터 (2 ft 9.8 in)    | 북위 33° 59′ 44″ 동경 130° 58′ 56″ / 북위 33.995474° 동경 130.982255° |                                  |
| 수월관음도 水月観音図                                                                          | 고려 후기               | 용인시           | 아모레퍼시픽 미술관                                                                                                  | 보물 제1426호 |        |                                                                |                                                                       |                                  |
| 관음도 観音像                                                                                  | 고려 후기               | 기후현           | Tōkō-ji (東光時) | |        | 109.2 센티미터 (3 ft 7.0 in) by 53.7 센티미터 (1 ft 9.1 in)    |                                                                       | [ 5 ]                            |
| 백의관음도 白衣観音像                                                                          |                         | 도쿄도           | 일본 문화청 | |        | 99.0 센티미터 (3 ft 3.0 in) by 40.3 센티미터 (1 ft 3.9 in)     |                                                                       | [ 5 ]                            |
| 견본채색 백의관음도 絹本著色白衣観音図                                                         | 1377                    | 나라시           | 나라 국립박물관 | 풀이 우거진 바위에 앉아 흰 옷을 입고 있음; 대일경 5장에는 흰색이 "순수한 깨달음의 열망의 흰색"이라고 명시됨; 우측 상단에 稽首淨聖甘露除焔 \| 眞大依怙普施福縁 \| 丁巳仲夏 \| 壽峯海燁謹題 먹 글씨가 있음; 간지에 따르면 丁巳는 1377년으로 거슬러 올라감; 고려, 원, 또는 명 시대의 작품; 일본 중요문화재 |        | 99.1 센티미터 (3 ft 3.0 in) by 40.3 센티미터 (1 ft 3.9 in)     | 북위 34° 41′ 01″ 동경 135° 50′ 12″ / 북위 34.683564° 동경 135.836678° |                                  |
| 관음도                                                                                         | 14세기                  | 클리블랜드       | 클리블랜드 미술관 | |        | 155.0 센티미터 (5 ft 1.0 in) by 51.4 센티미터 (1 ft 8.2 in)    | 북위 41° 30′ 32″ 서경 81° 36′ 41″ / 북위 41.508891° 서경 81.611348°   |                                  |
| 천수천안관음도 千手観音図                                                                      | 14세기                  | 서울특별시       | 리움미술관 | |        | 93.8 센티미터 (3 ft 0.9 in) by 51.2 센티미터 (1 ft 8.2 in)     | 북위 37° 32′ 17″ 동경 126° 59′ 55″ / 북위 37.538112° 동경 126.998584° |                                  |
| 지장보살                                                                                       |                         | 서울특별시       | 국립중앙박물관 | |        | 21.0 센티미터 (8.3 in) by 12.0 센티미터 (4.7 in)               |                                                                       | [ 12 ]                           |
| 지장보살 地藏菩薩像                                                                            |                         | 후쿠오카시       | 젠도지 (후쿠오카시) (젠도지)                                                                                         | 시 지정 문화재 |        | 111.0 센티미터 (3 ft 7.7 in) by 43.5 센티미터 (1 ft 5.1 in)    | 북위 33° 35′ 58″ 동경 130° 24′ 38″ / 북위 33.599420° 동경 130.410681° | [ 19 ]                           |
| 지장보살 地藏菩薩像                                                                            | 고려 후기               | 도쿄도           | 네즈 미술관 | |        | 155.4 센티미터 (5 ft 1.2 in) by 87.2 센티미터 (2 ft 10.3 in)   | 북위 35° 39′ 44″ 동경 139° 43′ 02″ / 북위 35.662213° 동경 139.717094° | [ 3 ]                            |
| 지장보살 地藏菩薩像                                                                            | 14세기                  | 나고야시         | 도쿠가와 미술관 | |        | 105.1 센티미터 (3 ft 5.4 in) by 43.9 센티미터 (1 ft 5.3 in)    | 북위 35° 11′ 02″ 동경 136° 56′ 00″ / 북위 35.183814° 동경 136.933261° |                                  |
| 지장보살 地藏菩薩図                                                                            | 14세기                  | 나라시           | 주구지 | |        | 102.5 센티미터 (3 ft 4.4 in) by 40.0 센티미터 (1 ft 3.7 in)    | 북위 34° 36′ 54″ 동경 135° 44′ 22″ / 북위 34.614941° 동경 135.739496° | [ 12 ]                           |
| 지장보살 地藏菩薩図                                                                            | 14세기                  | (시가현)         | Hōren-ji (法蓮寺) | |        | 93.0 센티미터 (3 ft 0.6 in) by 38.5 센티미터 (1 ft 3.2 in)     |                                                                       | [ 12 ]                           |
| 견본채색 지장보살상 絹本著色地蔵菩薩像                                                         | 14세기                  | 니시오시         | Yōju-ji (養寿寺) 소유; 이와세 문고 (니시오시 이와세 문고) 소장                                                       | 현 지정 문화재 |        | 101.0 센티미터 (3 ft 3.8 in) by 56.0 센티미터 (1 ft 10.0 in)   | 북위 34° 52′ 28″ 동경 137° 03′ 14″ / 북위 34.874388° 동경 137.053853° |                                  |
| 피모지장보살도 絹本著色被帽地蔵菩薩像                                                          |                         | 가마쿠라시       | 엔가쿠지 | 일본 중요문화재 |        | 239.4 센티미터 (7 ft 10.3 in) by 130.0 센티미터 (4 ft 3.2 in)  | 북위 35° 20′ 12″ 동경 139° 32′ 52″ / 북위 35.336781° 동경 139.547836° | [ 5 ]                            |
| 지장도 地藏図                                                                                  | 14세기                  | 서울특별시       | 리움미술관 | 보물 제784호 |        | 104.0 센티미터 (3 ft 4.9 in) by 55.3 센티미터 (1 ft 9.8 in)    | 북위 37° 32′ 17″ 동경 126° 59′ 55″ / 북위 37.538112° 동경 126.998584° |                                  |
| 지장보살                                                                                       | 14세기 전반             | 뉴욕             | 메트로폴리탄 미술관                                                                                                  | |        | 84.5 센티미터 (2 ft 9.3 in) by 36.8 센티미터 (1 ft 2.5 in)     | 북위 40° 46′ 45″ 서경 73° 57′ 47″ / 북위 40.779152° 서경 73.962933°   |                                  |
| 지장보살                                                                                       | 13세기 후반/14세기 초반 | 워싱턴 D.C.      | 아서 M. 새클러 갤러리                                                                                                | |        | 107.6 센티미터 (3 ft 6.4 in) by 49.4 센티미터 (1 ft 7.4 in)    | 북위 38° 53′ 17″ 서경 77° 01′ 37″ / 북위 38.88806° 서경 77.026995°    | 보관됨 2015-09-30 - 웨이백 머신  |
| 지장보살도                                                                                     | 14세기 후반             | 보스턴           | 보스턴 미술관 | |        | 92 센티미터 (3 ft 0 in) by 40 센티미터 (1 ft 4 in)             | 북위 42° 20′ 21″ 서경 71° 05′ 39″ / 북위 42.339167° 서경 71.094167°   |                                  |
| 견본채색 지장보살 시왕도 絹本著色地蔵十王像                                                    | 고려 후기               | 가사오카시       | Nikkō-ji (日光寺) | 일본 중요문화재 |        | 117.1 센티미터 (3 ft 10.1 in) by 59.2 센티미터 (1 ft 11.3 in)  | 북위 34° 27′ 08″ 동경 133° 30′ 41″ / 북위 34.452170° 동경 133.511310° | 보관됨 2016-03-04 - 웨이백 머신  |
| 지장보살 시왕도 地蔵十王図                                                                     | 고려 후기               | 도쿄도           | 세이카도 문고 미술관                                                                                                 | |        | 143.5 센티미터 (4 ft 8.5 in) by 55.9 센티미터 (1 ft 10.0 in)   | 북위 35° 37′ 21″ 동경 139° 37′ 09″ / 북위 35.622402° 동경 139.619290° |                                  |
| 지장보살 시왕도 地蔵十王像                                                                     | 고려 후기               | 서울특별시       | 호림박물관 | 보물 제1048호 |        | 111.1 센티미터 (3 ft 7.7 in) by 60.4 센티미터 (1 ft 11.8 in)   | 북위 37° 28′ 51″ 동경 126° 55′ 06″ / 북위 37.480869° 동경 126.918311° | 보관됨 2018-06-25 - 웨이백 머신  |
| 지장보살 시왕도 地蔵十王図                                                                     | 고려 후기               | 베를린           | 베를린 아시아 미술관                                                                                                 | |        | 109.0 센티미터 (3 ft 6.9 in) by 56.8 센티미터 (1 ft 10.4 in)   | 북위 52° 27′ 26″ 동경 13° 17′ 35″ / 북위 52.457304° 동경 13.292964°   | [ 20 ]                           |
| 지장보살 시왕도 地蔵十王図                                                                     | 고려 후기               | 사가에시         | Kezō-in (華蔵院) | 시 지정 문화재 |        | 115.2 센티미터 (3 ft 9.4 in) by 59.1 센티미터 (1 ft 11.3 in)   | 북위 38° 24′ 37″ 동경 140° 15′ 07″ / 북위 38.410289° 동경 140.252055° |                                  |
| 관음도와 지장보살 観音地蔵像                                                                   | 고려 후기               | 쓰루가시         | 사이후쿠지 (쓰루가시) (사이후쿠지)                                                                                   | |        | 99.0 센티미터 (3 ft 3.0 in) by 52.2 센티미터 (1 ft 8.6 in)     | 북위 35° 39′ 25″ 동경 136° 01′ 56″ / 북위 35.656956° 동경 136.032114° | [ 5 ]                            |
| 관음도                                                                                         |                         | 다카토리정       | 미나미홋케지 (미나미홋케지)                                                                                          | |        | 105.9 센티미터 (3 ft 5.7 in) by 36.4 센티미터 (1 ft 2.3 in)    | 북위 34° 25′ 35″ 동경 135° 48′ 36″ / 북위 34.426422° 동경 135.809886° | [ 6 ]                            |
| 지장보살                                                                                       |                         | 다카토리정       | 미나미홋케지 (미나미홋케지)                                                                                          | |        | 105.9 센티미터 (3 ft 5.7 in) by 36.4 센티미터 (1 ft 2.3 in)    | 북위 34° 25′ 35″ 동경 135° 48′ 36″ / 북위 34.426422° 동경 135.809886° | [ 6 ]                            |
| 관음도와 지장보살 観音地蔵像 Kannon Jizō zō                                                    | 고려 후기               | 구조시           | Ana-in (阿名院) | |        | 90.2 센티미터 (2 ft 11.5 in) by 45.0 센티미터 (1 ft 5.7 in)    |                                                                       | [ 12 ]                           |
| 아미타여래도과 지장보살                                                                        | 14세기 전반             | 뉴욕             | 메트로폴리탄 미술관                                                                                                  | 비단 양면에 안료를 칠함; 이 도상의 유일한 현존 예시; 관음도를 함께 그린 아미타삼존불상이 더 일반적 |        | 94.6 센티미터 (3 ft 1.2 in) by 55.6 센티미터 (1 ft 9.9 in)     | 북위 40° 46′ 45″ 서경 73° 57′ 47″ / 북위 40.779152° 서경 73.962933°   |                                  |
| 지장보살삼존도 地藏三尊図                                                                      | 고려 후기               | 서울특별시       | 호림박물관 | 보물 제1287호 |        | 98.8 센티미터 (3 ft 2.9 in) by 50.2 센티미터 (1 ft 7.8 in)     |                                                                       | [ 3 ]                            |
| 지장보살 만다라 絹本著色地蔵曼荼羅図                                                           | 고려 후기/조선 초기     | 히가시카가와시   | 요다지 (요다지) | 지장보살 아래에 여섯 보살과 두 인물이 원을 이루고 있음; 원, 고려, 또는 조선 초기 작품; 일본 중요문화재 |        | 128.0 센티미터 (4 ft 2.4 in) by 76.5 센티미터 (2 ft 6.1 in)    | 북위 34° 14′ 30″ 동경 134° 19′ 18″ / 북위 34.241694° 동경 134.321694° | [ 21 ]                           |
| 지장보살 만다라 地藏曼荼羅図                                                                   |                         |                  | | |        | 104.3 센티미터 (3 ft 5.1 in) by 55.6 센티미터 (1 ft 9.9 in)    |                                                                       | [ 5 ]                            |
| 석가모니 삼존불 및 십육아라한 석가삼존십육나한도 釈迦三尊十六羅漢図                            | 14세기                  | 서울특별시       | 리움미술관 | |        | 93.0 센티미터 (3 ft 0.6 in) by 46.2 센티미터 (1 ft 6.2 in)     | 북위 37° 32′ 17″ 동경 126° 59′ 55″ / 북위 37.538112° 동경 126.998584° |                                  |
| 마리치 摩利支天像                                                                              | 고려 후기               | 교토시           | Shōtaku-in (聖澤院)                                                                                                  | 일본 중요문화재 |        | 97.4 센티미터 (3 ft 2.3 in) by 54.0 센티미터 (1 ft 9.3 in)     | 북위 35° 01′ 22″ 동경 135° 43′ 09″ / 북위 35.022783° 동경 135.719267° |                                  |
| 제석천 帝釈天像                                                                                | 고려 후기               | 도쿄도           | 세이카도 문고 미술관                                                                                                 | |        |                                                                | 북위 35° 37′ 21″ 동경 139° 37′ 09″ / 북위 35.622402° 동경 139.619290° |                                  |
| 견본 종이 채색 데바닷타상 紙本著色提婆達多像                                                   |                         | 요코하마시       | 소지지 | 일본 중요문화재 |        | 150.2 센티미터 (4 ft 11.1 in) by 91.6 센티미터 (3 ft 0.1 in)   | 북위 35° 30′ 25″ 동경 139° 40′ 12″ / 북위 35.506867° 동경 139.670048° | [ 깨진 링크 ( 과거 내용 찾기 ) ] |
| 견본채색 주야신상 絹本著色主夜神像                                                             | 고려 말기               | 쓰루가시         | 사이후쿠지 (쓰루가시) (사이후쿠지)                                                                                   | 일본 중요문화재 |        | 161.0 센티미터 (5 ft 3.4 in) by 91.0 센티미터 (2 ft 11.8 in)   | 북위 35° 39′ 25″ 동경 136° 01′ 56″ / 북위 35.656956° 동경 136.032114° |                                  |
| 견본채색 불열반도 絹本著色仏涅槃図                                                             |                         | 히라도시         | 사이쿄지 (히라도시) (사이쿄지)                                                                                       | 일본 중요문화재 |        |                                                                | 북위 33° 21′ 50″ 동경 129° 33′ 10″ / 북위 33.363761° 동경 129.552841° |                                  |
| 오백아라한 五百羅漢図                                                                          |                         | 교토시           | 지온인 | |        |                                                                | 북위 35° 00′ 22″ 동경 135° 47′ 02″ / 북위 35.006167° 동경 135.783849° | [ 6 ]                            |
| 아라한 15 羅漢図                                                                               | 13세기                  | 서울특별시       | 국립중앙박물관 | |        | 53.5 센티미터 (1 ft 9.1 in) by 39.5 센티미터 (1 ft 3.6 in)     | 북위 37° 31′ 24″ 동경 126° 58′ 47″ / 북위 37.52334° 동경 126.9797°    | [ 3 ]                            |
| 아라한 23 五百羅漢図                                                                           | 1235                    | 도쿄도           | 도쿄 국립박물관 | |        | 60.2 센티미터 (1 ft 11.7 in) by 41.6 센티미터 (1 ft 4.4 in)    | 북위 35° 43′ 08″ 동경 139° 46′ 35″ / 북위 35.718826° 동경 139.776467° |                                  |
| 아라한 五百羅漢図                                                                              | 1235                    | 도쿄도           | 이데미쓰 미술관 | |        | 59.0 센티미터 (1 ft 11.2 in) by 41.3 센티미터 (1 ft 4.3 in)    | 북위 35° 40′ 36″ 동경 139° 45′ 39″ / 북위 35.676559° 동경 139.760916° | [ 3 ]                            |
| 아라한 92 羅漢図                                                                               | 1235                    | 서울특별시       | 국립중앙박물관 | |        | 64.7 센티미터 (2 ft 1.5 in) by 42.2 센티미터 (1 ft 4.6 in)     | 북위 37° 31′ 24″ 동경 126° 58′ 47″ / 북위 37.52334° 동경 126.9797°    | [ 3 ]                            |
| 아라한 125 羅漢図                                                                              | 1235                    | 서울특별시       | 국립중앙박물관 | |        | 57.0 센티미터 (1 ft 10.4 in) by 50.2 센티미터 (1 ft 7.8 in)    | 북위 37° 31′ 24″ 동경 126° 58′ 47″ / 북위 37.52334° 동경 126.9797°    | [ 3 ]                            |
| 아라한 145 羅漢図                                                                              | 1236                    | 서울특별시       | 국립중앙박물관 | |        | 59.2 센티미터 (1 ft 11.3 in) by 42.0 센티미터 (1 ft 4.5 in)    | 북위 37° 31′ 24″ 동경 126° 58′ 47″ / 북위 37.52334° 동경 126.9797°    | [ 3 ]                            |
| 아라한 170 羅漢図                                                                              | 1236                    | 서울특별시       | 국립중앙박물관 | |        | 53.9 센티미터 (1 ft 9.2 in) by 37.7 센티미터 (1 ft 2.8 in)     | 북위 37° 31′ 24″ 동경 126° 58′ 47″ / 북위 37.52334° 동경 126.9797°    | [ 3 ]                            |
| 아라한 329 羅漢図                                                                              | 1235                    | 한국             | 일람관 | |        | 59.0 센티미터 (1 ft 11.2 in) by 42.0 센티미터 (1 ft 4.5 in)    | 북위 37° 31′ 24″ 동경 126° 58′ 47″ / 북위 37.52334° 동경 126.9797°    | [ 3 ]                            |
| 아라한 357 羅漢図                                                                              | 1235                    | 서울특별시       | 국립중앙박물관 | |        | 52.5 센티미터 (1 ft 8.7 in) by 36.8 센티미터 (1 ft 2.5 in)     | 북위 37° 31′ 24″ 동경 126° 58′ 47″ / 북위 37.52334° 동경 126.9797°    | [ 3 ]                            |
| 아라한 427 羅漢図                                                                              | 1236                    | 서울특별시       | 국립중앙박물관 | |        | 58.2 센티미터 (1 ft 10.9 in) by 40.4 센티미터 (1 ft 3.9 in)    | 북위 37° 31′ 24″ 동경 126° 58′ 47″ / 북위 37.52334° 동경 126.9797°    | [ 3 ]                            |
| 오백아라한 五百羅漢図                                                                          | 1235                    |                  | | |        | 55.1 센티미터 (1 ft 9.7 in) by 38.1 센티미터 (1 ft 3.0 in)     |                                                                       | [ 5 ]                            |
| 아라한                                                                                         | 1235                    | 클리블랜드       | 클리블랜드 미술관 | 500 아라한을 묘사한 두루마리의 약 10개 알려진 조각 중 하나로, 족자로 재표장됨 |        | 54.29 센티미터 (1 ft 9.37 in) by 40.64 센티미터 (1 ft 4.00 in) | 북위 41° 30′ 32″ 서경 81° 36′ 41″ / 북위 41.508891° 서경 81.611348°   |                                  |
| 미륵 삼존불                                                                                    |                         |                  | Hōkyō-ji (寳鏡寺) | |        |                                                                |                                                                       | [ 6 ]                            |
| 화엄정토도                                                                                     | 13세기                  |                  | | 하단에 다섯 주불, 구름 위에 52 보살이 내려옴; 비단에 먹, 채색, 금으로 그림; 2003년 크리스티스에서 판매됨 |        | 131.1 센티미터 (4 ft 3.6 in) by 58.5 센티미터 (1 ft 11.0 in)   |                                                                       |                                  |
| 진광왕, 시왕 중 첫 번째 왕                                                                     | 14세기                  | 케임브리지       | 하버드 미술관 | 우측 상단 명문에 第一秦廣王 (제1 진광왕)이라고 적혀 있음 |        | 61.5 센티미터 (2 ft 0.2 in) by 45 센티미터 (1 ft 6 in)         | 북위 42° 22′ 27″ 서경 71° 06′ 51″ / 북위 42.374073° 서경 71.114159°   |                                  |
| 오관왕, 시왕 중 네 번째 왕                                                                     | 14세기                  | 뉴욕             | 클리블랜드 미술관 | 1992년 크리스티스에서 판매됨; 클리블랜드 미술관 2019.224 |        | 61.2 센티미터 (2 ft 0.1 in) by 45 센티미터 (1 ft 6 in)         |                                                                       |                                  |
| 염라왕, 시왕 중 다섯 번째 왕                                                                   | 14세기                  | 뉴욕             | 개인 소장 | 1992년 크리스티스에서 판매됨 |        | 61.2 센티미터 (2 ft 0.1 in) by 45 센티미터 (1 ft 6 in)         |                                                                       |                                  |
| 평등왕, 시왕 중 여덟 번째 왕                                                                   | 14세기                  | 뉴욕             | 개인 소장 | 1992년 크리스티스에서 판매됨 |        | 61.2 센티미터 (2 ft 0.1 in) by 45 센티미터 (1 ft 6 in)         |                                                                       |                                  |
| 오도전륜왕, 시왕 중 열 번째 왕                                                                 | 14세기                  | 뉴욕             | 개인 소장 | 1992년 크리스티스에서 판매됨 |        | 61.2 센티미터 (2 ft 0.1 in) by 45 센티미터 (1 ft 6 in)         |                                                                       |                                  |